# Friedelsheim
Friedelsheim è un comune di 1 456 abitanti della Renania-Palatinato, in Germania.
Appartiene al circondario (Landkreis) di Bad Dürkheim (targa DÜW) ed è parte della comunità amministrativa (Verbandsgemeinde) di Wachenheim an der Weinstraße.